# Henri Rodanet
Compléments
Chevalier de la Légion d'honneur (1935)
Charles Hilaire Henri Rodanet, né le 26 juin 1884 à Santiago du Chili et mort le 26 mars 1956 à Ville-d'Avray, est un horloger et inventeur français.
Descendant d'une illustre famille d'horlogers, Henri Rodanet est notamment connu pour être à l’origine de plus de 500 brevets d’invention et pour ses contributions exceptionnelles à l'horlogerie de précision, en particulier pour le développement des maisons Jaeger et Cartier avec la création des toutes premières montres-bracelets extra-plates.
Il est le dernier représentant de l’épopée familiale Rodanet qui, de Rochefort à Paris, de Londres à New York, a marqué l'histoire par leur génie et leur persévérance. De Julien à Henri en passant par Auguste, chaque génération Rodanet a repoussé les limites de l'horlogerie, mêlant passion du métier, innovations et tragédies personnelles, pour laisser un riche héritage. Les œuvres et réalisations des Rodanet ont contribué à rendre à la France sa suprématie horlogère. Ils ont su hisser l’horlogerie microtechnique à des niveaux remarquables de précision.

## Biographie

### Jeunesse et formation
Petit-fils de Julien Hilaire Rodanet (1810-1884) et fils d'Alfred Rodanet (1840-1888). Son père, horloger et joaillier s'est installé à Bordeaux, puis à Santiago du Chili dans l'espoir de faire fortune. Hélas, Henri Rodanet devient orphelin de ses parents alors qu'il n'a que huit ans. Il est pris en charge par son oncle, Auguste Hilaire Rodanet (1837-1907), horloger de renom et fondateur de l'École d'horlogerie de Paris. Henri Rodanet aspire à devenir horloger, comme son père et son grand-père. Il entre à l'École d'horlogerie de Paris, où il se distingue par son talent, terminant premier de sa promotion avec les félicitations du président Émile Loubet. Cette formation rigoureuse, combinée à l'héritage familial, forge son expertise en horlogerie.

### Carrière

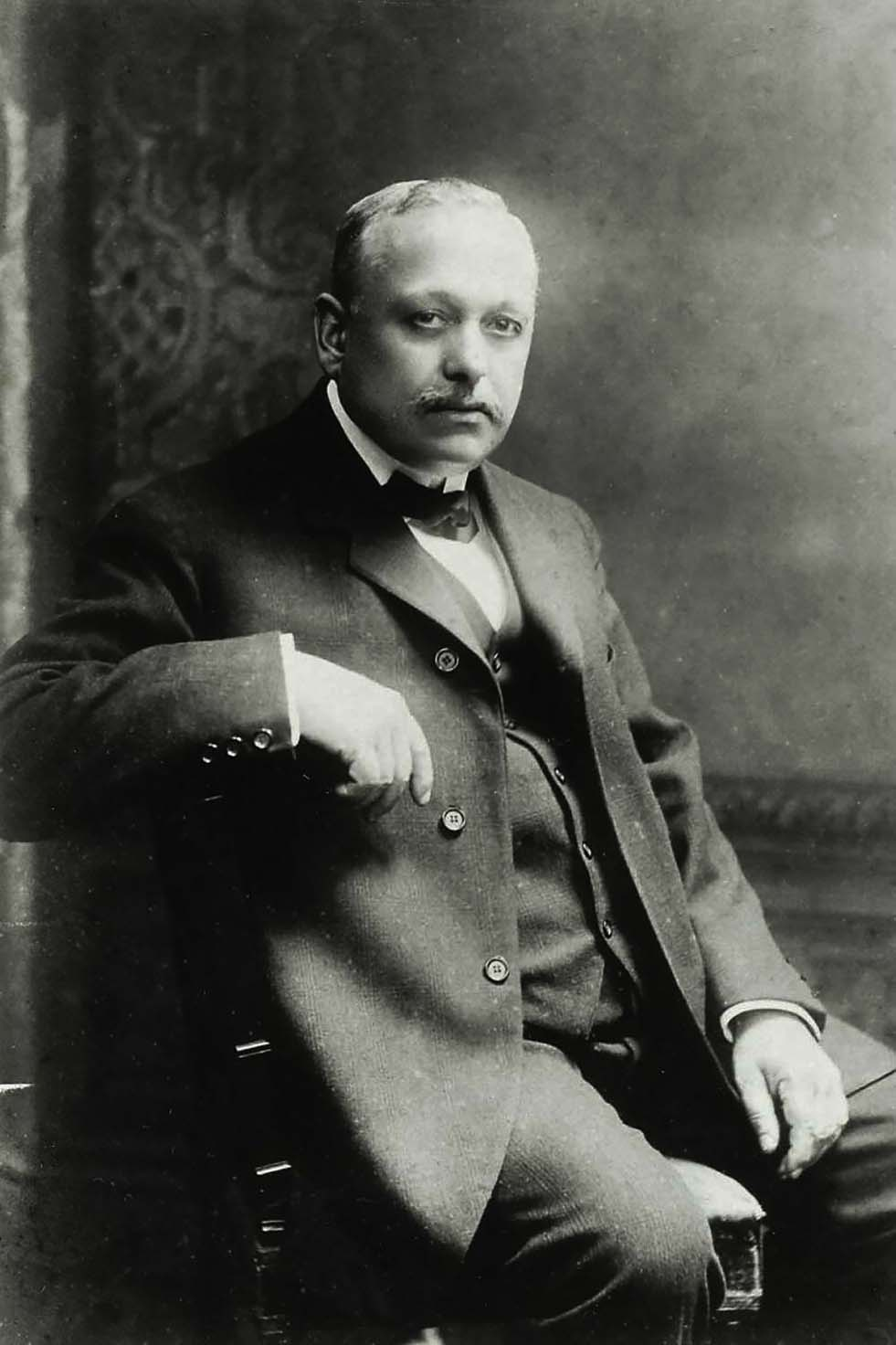
Edmond Jaeger (1858-1922), horloger français et fondateur des Ets Jaeger à Paris

#### Les débuts d'une révolution horlogère avec Edmond Jaeger
En 1902, Henri Rodanet commence à collaborer avec le français Edmond Jaeger (1858-1922), horloger de la Marine de l’État et industriel français établi à Paris 75, rue Saint-Sauveur. La société ne compte que cinq personnes à son arrivée. Il devient son directeur technique pour s’occuper de toutes les créations horlogères. La conjugaison des talents d'Edmond Jaeger et d'Henri Rodanet scelle le destin de l’entreprise en la conduisant au sommet. Tournés vers l’avenir, ils réussissent à créer des garde-temps d'une grande précision à la fois innovants, pratiques et esthétiques. Ils contribuent également au succès de plusieurs maisons horlogères. Leur objet de prédilection se porte sur la montre extra-plate. Dès 1903, Edmond Jaeger crée la montre de poche la plus plate au monde.

#### La Santos de Cartier: une innovation signée Rodanet

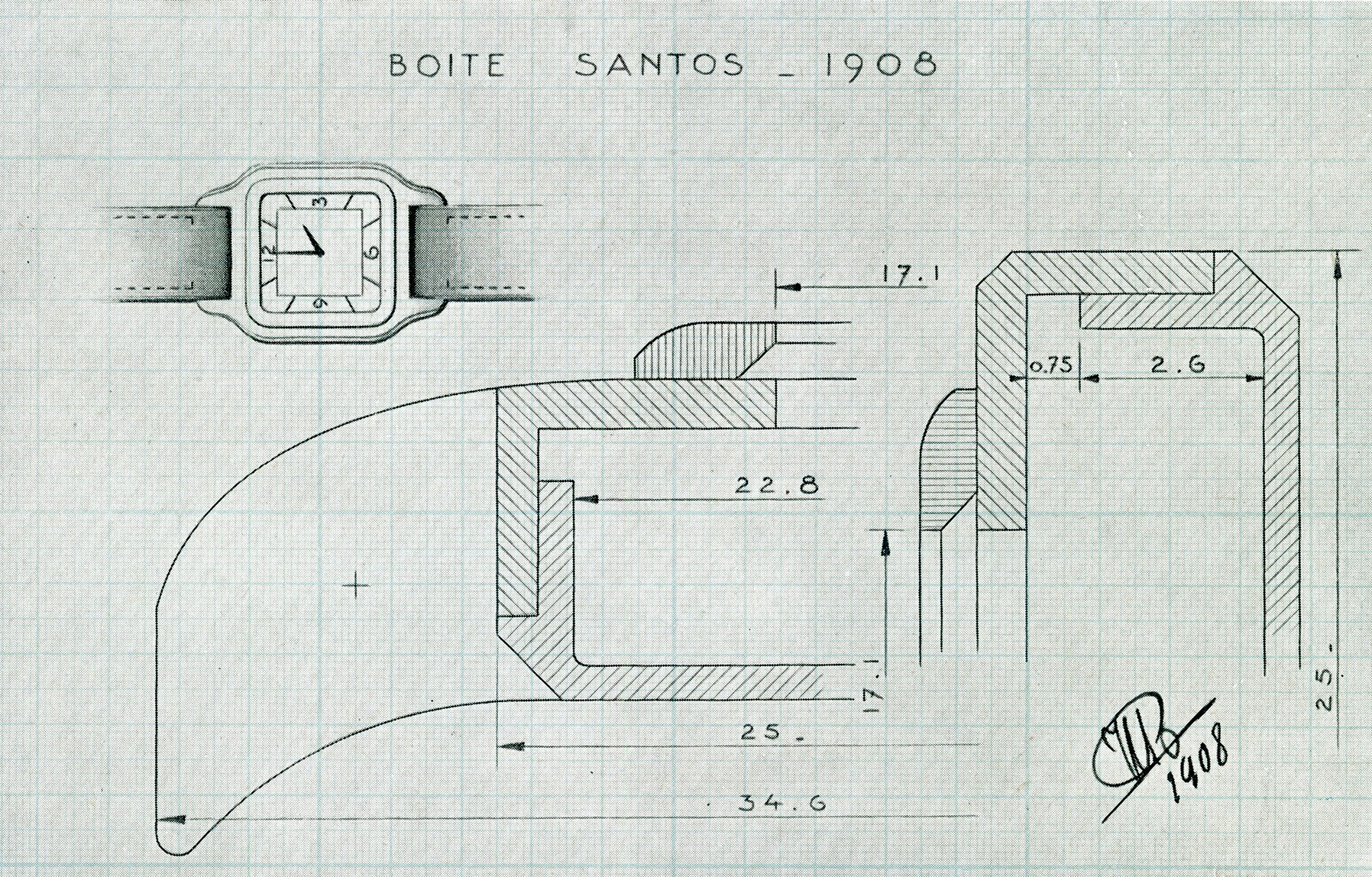
Dessin original de la montre Santos par Henri Rodanet, paraphé HR

Cartier et Jaeger concluent un accord d’exclusivité à long terme en 1907 pour l’approvisionnement en horlogerie de Cartier. Henri Rodanet coopère avec le joaillier Louis Cartier pour réaliser une collection de montres-bracelets extra-plates à une époque où les hommes portent encore des montres de poche. Il s’agit d’une révolution dans l’art de présenter l’heure qui a vu le jour chez Jaeger à Paris, 103 rue Réaumur. Le créateur et directeur technique Henri Rodanet est à l’origine de la toute première montre-bracelet pour homme : la Santos de Cartier. Un dessin de 1908 paraphé « HR » illustre cette création. De plus, l’originalité est aussi de passer des montres rondes aux montres carrées extra-plates.

#### Première Guerre mondiale: l’horlogerie continue à se réinventer

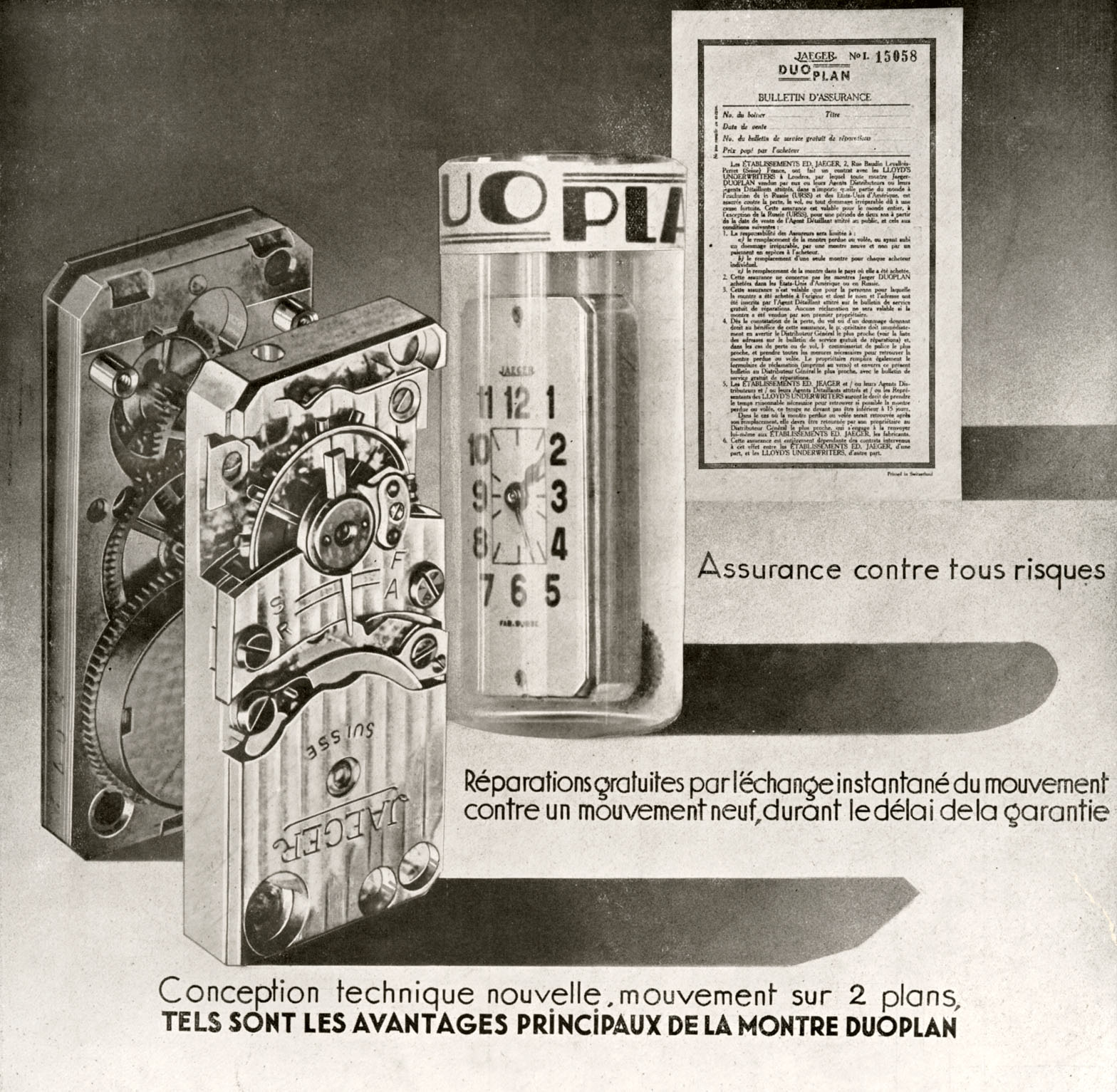
Montre Duoplan, affiche (1932)

Mobilisé pendant la Première Guerre mondiale, Henri Rodanet sert comme interprète dans l'armée britannique. C'est à cette période qu'il développe le mouvement Duoplan pour la maison Jaeger. Il s'agit d'un mécanisme horloger innovant construit sur deux plans superposés, alors que d’ordinaire les montres sont étendu sur un seul niveau. C'est à Ypres au front, que profitant de brefs instants de répit, il commence à dessiner sa célèbre montre en s’inspirant des ailes d’avions biplan. Henri Rodanet imagine cette nouvelle conception permettant de réduire considérablement la taille du boîtier de la montre. Ainsi, il prouve que petitesse et précision n’altèrent en rien à sa fiabilité. Il s’agit de l’une des premières montres-bracelets en acier serties de pierres précieuses, d'un verre saphir plus résistant. Son mouvement est si petit qu’il équipe des montres bijoux les plus raffinées. La Duoplan est aussi la première montre à avoir un service après-vente si le mouvement est endommagé. La compagnie d'assurance Lloyd’s of London garantit son remplacement. La boutique Tyme se prévaut d’afficher sur sa vitrine : « Votre montre sera réparée en moins de temps qu’il ne faut pour fumer une cigarette ».
Henri Rodanet perfectionnera cette montre en 1929 pour devenir le Calibre 101, le plus petit mouvement mécanique au monde jamais surpassé.

#### De l’horlogerie à l’aviation puis à l’automobile
Henri Rodanet met au point à la demande des forces aériennes alliées un tachymètre spécial conçu en 1917 dans les Ets Jaeger, 33 rue du Louvre à Paris. Ce tachymètre produit en série équipe immédiatement les avions contribuant à la victoire. Son rôle primordial est de contrôler le nombre de tours du moteur pour éviter la surconsommation du carburant ou la panne du moteur. Henri installe un bureau d’études unique en son genre et développe à un degré élevé les services de métrologie avec de nombreux bancs d’essais servant aux épreuves de contrôles extrêmement sévères. En 1919, le journal La Presse annonce « un succès foudroyant » des compteurs Jaeger auprès des services techniques français et alliés. Tous les aviateurs soucieux de leur sécurité ont exigé sur leurs avions le compteur Jaeger. Pour répondre à cette forte demande de nombreux investisseurs comme Gustave Delage constructeur d’avions participent à financer cette production. Durant la guerre, 100.000 appareils de bord ont été fournis aux aviateurs français et alliés.
À la suite de la création de ce tachymètre spécial, un département horloger Jaeger voit le jour pour fournir à la fois l'aviation et l’automobile : fabrication de compteurs kilométriques, d’indicateurs de vitesse, de tachymètres (compte-tours), d’horloges embarquées, d'altimètres, de thermomètres, d'ampèremètres, des jauges d'huile et de carburant, etc.
Des instruments de bord Jaeger équipent des marques automobiles prestigieuses telles que Citroën, Renault, Bugatti, Ferrari, Bentley et Aston Martin.
Cette forte demande oblige la construction d’usines Jaeger, rue Baudin à Levallois. Ce développement fait la fortune de Jaeger et d’Henri Rodanet. C’est probablement à cette période qu’il devient PDG des Ets Jaeger avant le décès d’Edmond Jaeger en 1922.

#### Poursuite de la collaboration avec Cartier et expansion à l’internationale
A partir de 1919, Henri Rodanet poursuit ses créations pour la maison Cartier avec la Tank et ses diverses variantes, la montre Tortue et ses différentes complications, la montre Cloche, etc. Des modèles qui impliquent de créer des mouvements fiables et extra-plats adaptés à la forme de ces cadrans. Les deux contreforts du boîtier de la célèbre montre Tank sont inspirés des chenilles du char de combat Renault de la Première Guerre mondiale surnommé « le char de la victoire ». La Tank rencontre un franc succès auprès des acteurs du cinéma comme Rudolphe Valentino, Clark Gable, Gary Cooper …   
Henri Rodanet contribue également à la création de filiales internationales, notamment en Angleterre (British Jaeger Instruments Co. Ltd.) et aux États-Unis (Jaeger Watch Co. Inc.). Dans les années 1920, en partenariat avec Cartier et Jaeger, il joue un rôle clé dans la fondation de la European Watch & Clock Company, une société dédiée à la production horlogère de prestige pour Cartier.
En 1928, Henri Rodanet réalise une montre astronomique squelette à grande complication Jaeger. Il la produit en deux exemplaires : une pour Louis Cartier et une autre pour lui-même. Tout un symbole, cette montre représente les liens étroits entre les établissements Jaeger, Henri Rodanet et Louis Cartier.

#### Le Calibre 101: le plus petit mouvement mécanique au monde

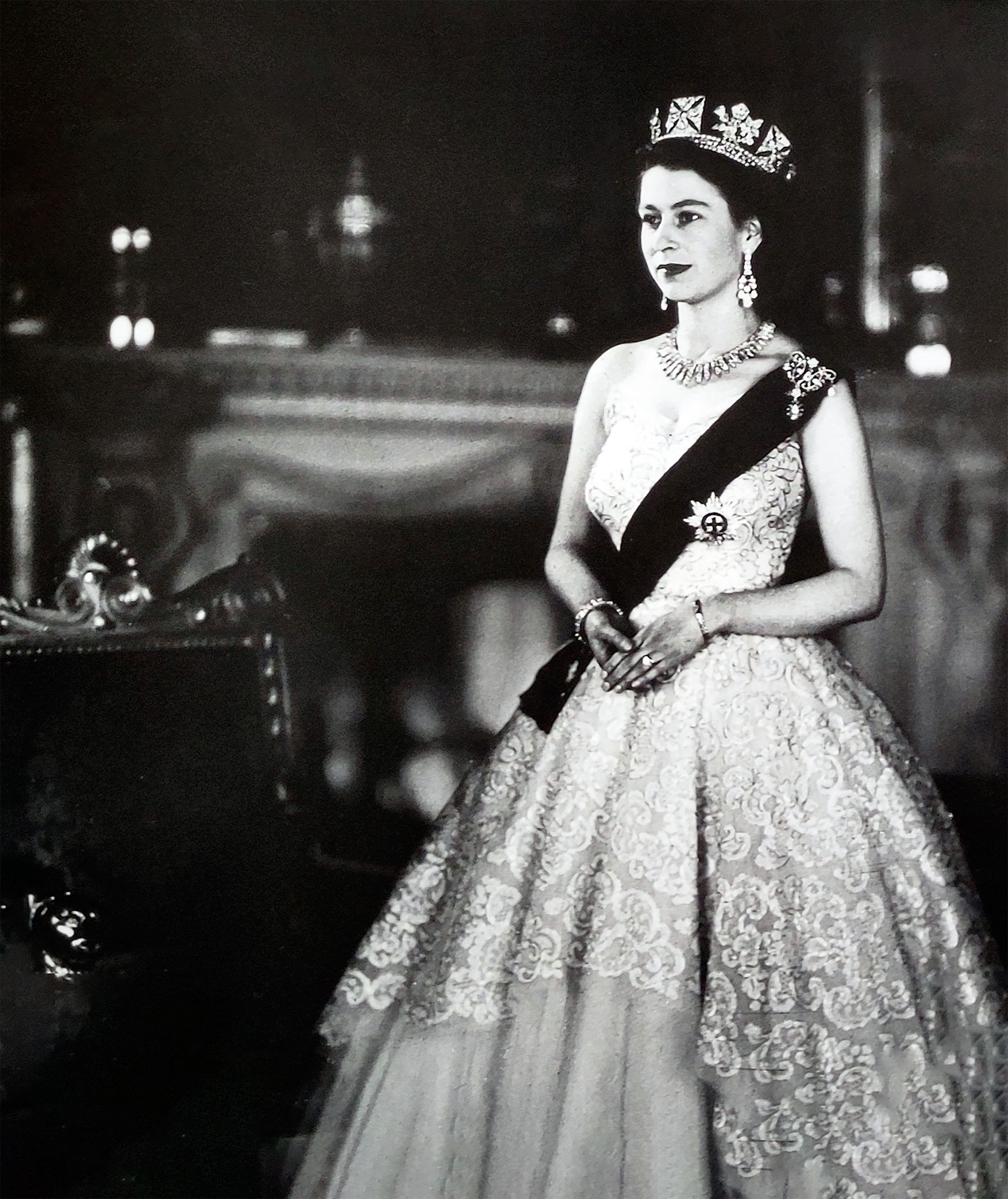
Reine Elisabeth II portant à son poignet un Calibre 101

Avec la crise mondiale de 1929, la Grande Dépression entraîne l’effondrement de la production automobile. La production et la consommation diminue de façon spectaculaire. Il faut vendre à des prix accessibles pour éviter la faillite de l’entreprise.
La maison Jaeger doit rebondir par l’innovation et marquer les esprits. Henri améliore la montre Duoplan en optimisant chaque micron d’espace perdu pour aboutir au Calibre 101, le plus petit mouvement mécanique au monde. Il est révolutionnaire par sa taille et son poids d’à peine un gramme, et marque l’aboutissement de la miniaturisation de montres. Ce bijou de microtechnique renforce le prestige et la notoriété de la maison Jaeger. Il sera porté par la reine Elisabeth II d’Angleterre à son couronnement en 1953.

#### Le Chronoflite: une montre au service de l’aviation moderne
En 1930, Henri crée le Chronoflite, une montre pour avion doté d’un double système de chronographe dont le but principal est d’établir le temps de vol réel de l’avion utile à la maintenance des moteurs, à la gestion des personnels et tout ce qui concerne l’exploitation de la flotte. Les compagnies aériennes saisissent tout de suite l’intérêt du Chronoflite : tout d’abord l’Air Corps américain, prédécesseur de l’United States Air Force, quelque temps après l’Armée rouge de l’URSS passe commande.
Ses vastes connaissances techniques l’amènent à déposer différents brevets d'invention pour l'aviation comme un système de pilotage automatique pour avion, des indicateurs de position de roues d’atterrissage, des gyroscopes permettant la lecture des inclinaisons longitudinales, ou bien à améliorer les hélices.

#### La Reverso: une icône de l’Art déco
Ses inventions et créations se poursuivent avec l’iconique montre Reverso en 1931, dont le mouvement fin et robuste s’intègre dans un boîtier qui peut basculer à 180° afin d’éviter que le verre se brise lors d’une activité sportive.
En 1931, Henri Rodanet crée la légendaire Reverso en collaboration avec l’ingénieur français René-Alfred Chauvot. Le mécanisme de retournement breveté à Paris le 4 mars 1931 (n°712868) par Chauvot est un système accessoire permettant de protéger le cadran. Il reste crucial que le mouvement résiste aux vibrations en cas de choc. Par ses connaissances des montres extra-plates, l’ingénieur horloger Henri Rodanet sait intégrer un calibre précis suffisamment plat et résistant dans cette forme rectangulaire. Son goût de l’esthétisme apporté au boîtier dans un style Art déco rend cette montre intemporelle. La maison Jaeger commença la première à commercialiser des Reverso. Ce modèle, tout comme la Duoplan, rencontre un tel succès que d’autres marques horlogères obtiennent la licence pour la commercialiser (Cartier, Patek Philippe, Vacheron Constantin, Audemars Piguet, Piaget etc.). Henri Rodanet, au travers de la maison Jaeger, devient « l’horloger des horlogers ».
Quatre mois après le dépôt du brevet et possédant les droits sur son invention, Chauvot s’adresse à la manufacture LeCoultre pour signer un contrat le 25 juillet 1931. Ne possédant ni de calibre assez plat, ni de boîtier, LeCoultre fait appel à deux sous-traitants suisses (Wenger et Tavannes Watch) afin de réaliser cette montre.

#### L'Atmos: un défi technique pour sa production en série

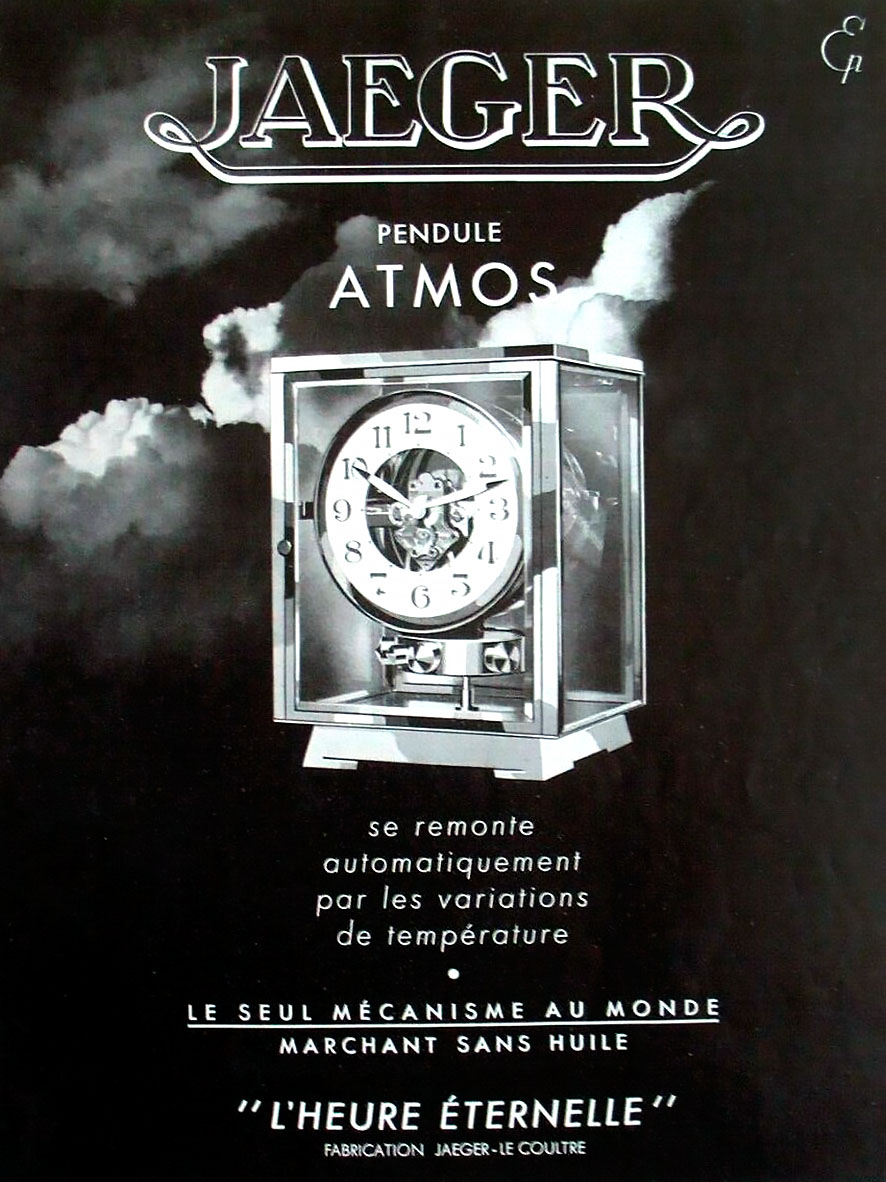
Atmos Jaeger Affiche 1936

L'Atmos est une pendule à mouvement perpétuel qui se remonte automatiquement selon les variations de température.
Grâce à ses connaissances du processus de fabrication en série et des contraintes liées aux machines-outils, Henri Rodanet améliore techniquement l’iconique pendule Atmos permettant ainsi sa production en série. Il conçoit un nouveau calibre, le 30A. Avec son bureau d’étude parisien Jaeger, il perfectionne l’étanchéité, le balancier et le design. L’historien Jequier : « Inventer est une chose. Réaliser, produire en série et commercialiser ne coule pas de la même source ». L’Atmos connaît un immense prestige auprès des chefs d’État, souverains et autres personnalités du monde de la culture.

#### 1937: Jaeger fusionne avec la manufacture LeCoultre
La maison Jaeger devient une entreprise franco-suisse en 1937 par la fusion avec la manufacture LeCoultre. Il convient de rappeler que la réussite de LeCoultre est en grande partie liée au dynamisme des établissements Jaeger à Paris qui absorbent les trois quarts de la production de LeCoultre & Cie durant l’entre-deux-guerre. Henri Rodanet reste directeur technique pour Jaeger-LeCoultre. Il est décidé que toutes les créations continuent à se réaliser par le bureau d’études précurseur de Levallois, dirigé par Henri.
A la suite de l’Exposition de Paris en 1937, Gustave Delage indique que le département d’horlogerie fine de Jaeger remportait la plus haute récompense de sa classe et que cette distinction revenait pour une grande part aux initiatives de son directeur Henri Rodanet. Il ajoute : « Technicien de grande valeur, artiste autant qu’inventeur, Président de la Chambre syndicale d’horlogerie de Paris… aujourd’hui la figure la plus marquante de l’horlogerie française ».
Henri Rodanet continue d'innover et de créer des modèles emblématiques comme la pendule mystérieuse Comète, la montre mystérieuse Galaxy, la Mark XI, la Mémovox, la Powermatic, la Futurematic, etc.
La pendulette « Mystérieuse Comète », adaptée en une montre, devient la Mystérieuse Galaxy avec un système à crémaillère actionnant deux disques transparents pour l’indication des heures et des minutes : plus d’aiguilles, seulement deux diamants en guise d’étoiles se meuvent dans une galaxie. Elle a été conçue pour la marque Vacheron Constantin et destiné au marché américain. Ce système de disque tournant sera aussi repris dans le mouvement de la Mémovox portée par une personnalité mythique du cinéma, Charlie Chaplin. La Mémovox est une révolution dans sa capacité à disposer d’une fonction alarme d’une grande fiabilité.
Après la Seconde Guerre mondiale, les créations d’Henri Rodanet reprennent avec la Mark XI, une montre militaire de précision chronométrique. Henri relève le défi de répondre à un strict cahier des charges soumis par le ministère britannique de la défense pour fournir les pilotes d’élite de la Royal Air Force puis de la Royal Australian Air Force. Il incluait des obligations de fiabilité, de robustesse, d’étanchéité et de mouvement antimagnétique.
Puis, Henri Rodanet crée la première montre-bracelet automatique avec réserve de marche, la Powermatic. Il a su breveter le dispositif de remontage automatique, mécanisme utilisé également sur la montre Futurematic. Il s’agit de la première montre automatique sans couronne de remontage, une technologie de pointe pour l’époque. Ce modèle a été approuvé par Cartier pour faire partie de sa collection.

#### Un visionnaire au Conservatoire National des Arts et Métiers
En 1949, Henri Rodanet donne une conférence magistrale au Conservatoire National des Arts et Métiers pendant laquelle il expose ses connaissances horlogères de haut niveau sur les méthodes de fabrication moderne avec l’arrivée de nouvelles machines de précision dont certaines sont dessinées et exécutées par la maison Jaeger. Il définit toutes les grandes étapes de fabrication des montres et soulève l’importance des bureaux d’études, des ateliers de prototypes et des laboratoires d’essais.

### Vie personnelle et décès

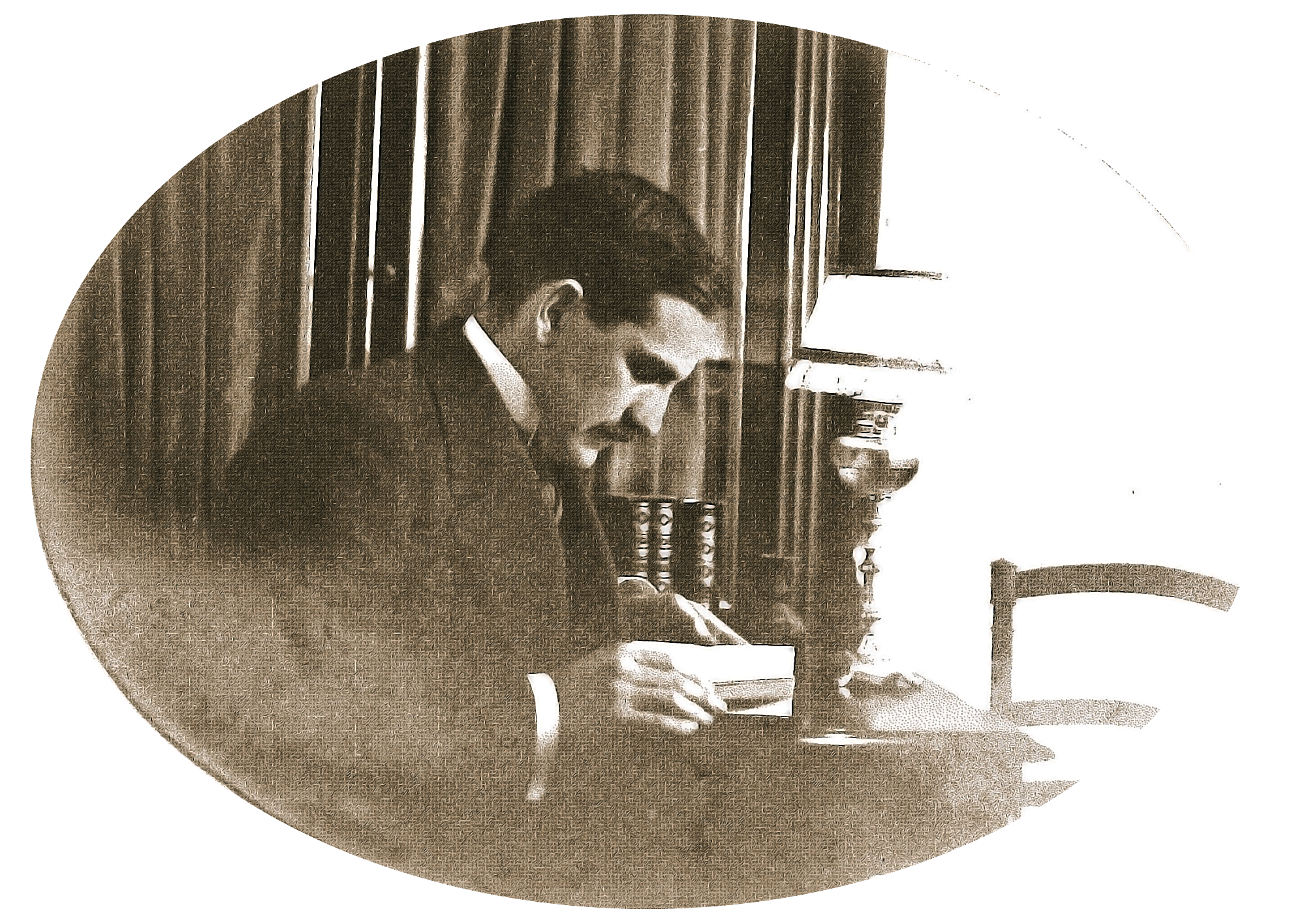
Henri Rodanet (1884-1956)

Le 23 janvier 1912, Henri Rodanet épouse Jeanne Lachèze (1886-1971) à Paris. Ils ont trois filles Louise, Hélène et Denise Rodanet. Domicilié 23, villa Madrid à Neuilly-sur-Seine, il possède un bateau à Cannes, coulé pendant la guerre par les italiens qui en avaient fait une vedette lance-torpille, une maison de campagne à Meulan, une Hispano-Suiza considérée comme la Rolls de l'entre-deux-guerres, une domesticité nombreuse.
Les créations d'Henri Rodanet comme la Santos, la Reverso (en collaboration avec Alfred Chauvot), la Tank ou le Calibre 101, restent des icônes, elles sont d'ailleurs toujours produites aujourd'hui. Il a fait progresser l’horlogerie microtechnique et la précision chronométrique à un très haut niveau tout en conférant à la marque Jaeger une renommée internationale.
Durant la Seconde Guerre mondiale, l’ingénieur Henri Rodanet sauve Jaeger-LeCoultre en organisant l’évacuation in extremis du personnel, de son matériel de production et de ses marchandises de valeur sous peine que les allemands s’accaparent l’entreprise. L’exode s’étend sur dix-huit jours où s’entremêlent affolements, paniques et déboires liés aux nombreux bombardements à Paris et à Orléans.
En 1952, le conseil d’administration demande le départ d’Henri Rodanet de son poste de directeur technique, il le nomme néanmoins président d’honneur de l’entreprise Jaeger-LeCoultre. En cinquante ans de service et après avoir conduit l’entreprise au sommet, il est mis à la retraite anticipée. La société compte plus de 3000 personnes à son départ. Henri Rodanet décède quatre ans plus tard. Il est inhumé au cimetière ancien de Neuilly-sur-Seine.
A son décès, la communauté horlogère internationale salue son talent pour ses contributions exceptionnelles à l'horlogerie et à son industrialisation. Son nom est connu des constructeurs d'automobiles et de l’aviation.
Le Journal Suisse de l’Horlogerie, 1956 : « Technicien de génie, n’a-t-il pas pris ou fait prendre plus de 500 brevets ? Henri Rodanet était aussi un artiste qui attachait autant d’importance à la pureté des lignes d’un modèle qu’à ses qualités de précision et un industriel avisé qui a su mener l’entreprise qu’il dirigeait vers le succès, malgré les difficultés sans nombre qu’il devait surmonter ».
Les Annales Françaises de Chronométrie lui rendent hommage : « Henri Rodanet a été certainement une des plus grandes figures de l’horlogerie française… Il fut à la fois un organisateur, un industriel extrêmement averti, un horloger de grande classe ».

### Distinctions
• Chevalier de la légion d’honneur (1935)